# Locustellidae
Locustellidae es una familia de pequeñas aves paseriformes recientemente definida. La mayoría de sus miembros se clasificaban antes en la familia Sylviidae. Los locustélidos ocupan principalmente Eurasia, África y Australasia. Son especies de pájaros de tamaño mediano, generalmente de cola larga, con plumajes parduzcos o anteados, a veces con estrados muy notorios, pero generalmente de colores monótonos en todo el cuerpo. Por lo general son más esbeltos que los miembros de Cettia. 
La mayoría viven en el matorral y suelen cazar sus pequeñas presas trepando entre las enmarañadas ramas o persiguiéndolas por el suelo, siendo quizás los miembros de Sylvioidea más terrestres. Llegando a observarse en algunos taxónes cierta evolución hacia la pérdida de la capacidad de vuelo, una tendencia poco usual entre los paseriformes.
Sus parientes más cercanos no son los troglodítidos como se creía, sino los berniéridos, otra familia de reciente creación, y el angú (Donacobius atricapillus), un descendiente americano del mismo linaje ancestral.

## Géneros
La familia contiene 63 especies distribuidas en 11 géneros:
- Género Robsonius – ratinas:
  - Robsonius rabori – ratina de Rabor;
  - Robsonius thompsoni – ratina de Sierra Madre;
  - Robsonius sorsogonensis – ratina de Rand;
- Género Locustella – buscarlas y zarzaleros:
  - Locustella mandelli – zarzalero de Mandell;
  - Locustella idonea – Luscarla de Dalat;
  - Locustella montis – zarzalero de Java;
  - Locustella alishanensis – zarzalero de Formosa;
  - Locustella chengi – buscarla de Cheng;
  - Locustella kashmirensis – zarzalero de Cachemira;
  - Locustella thoracica – zarzalero moteado;
  - Locustella davidi – zarzalero de David;
  - Locustella castanea – zarzalero castaño;
  - Locustella caudata – zarzalero colilargo;
  - Locustella naevia – buscarla pintoja;
  - Locustella major – zarzalero piquilargo;
  - Locustella tacsanowskia – zarzalero de Taczanowski;
  - Locustella luteoventris – zarzalero pardo;
  - Locustella fluviatilis – buscarla fluvial;
  - Locustella luscinioides – buscarla unicolor;
  - Locustella lanceolata – buscarla lanceolada;
  - Locustella ochotensis – buscarla de Middendorff;
  - Locustella pleskei – buscarla de Pleske;
  - Locustella certhiola – buscarla de Pallas;
  - Locustella pryeri – yerbera japonesa;
  - Locustella fasciolata – buscarla de Gray;
  - Locustella amnicola – buscarla de Stepanyan;
  - Locustella seebohmi – zarzalero de Seebohm;
  - Locustella accentor – zarzalero del Kinabalu;
- Género Bradypterus – zarzaleros: 
  - Bradypterus baboecala – zarzalero charlatán;
  - Bradypterus centralis – zarzalero montano;
  - Bradypterus carpalis – zarzalero aliblanco;
  - Bradypterus graueri – zarzalero de Grauer;
  - Bradypterus brunneus – yerbera colilarga;
  - Bradypterus sylvaticus – zarzalero del Knysna;
  - Bradypterus cinnamomeus – zarzalero canela;
  - Bradypterus lopezi – zarzalero de Lopes;
  - Bradypterus bangwaensis – zarzalero del Bangwa;
  - Bradypterus barratti – zarzalero de Barratt;
  - Bradypterus grandis – zarzalero grande;
  - Bradypterus alfredi – zarzalero del bambú;
- Género Elaphrornis
  - Elaphrornis palliseri – zarzalero de Ceilán;
- Género Schoenicola – yerberas de cola ancha:
  - Schoenicola platyurus – yerbera coliancha;
  - Schoenicola brevirostris – yerbera abanico;
- Género Megalurus – yerberas:
  - Megalurus palustris – yerbera palustre;
  - Megalurus mathewsi – yerbera de Mathews;
  - Megalurus cruralis – yerbera parda;
  - Megalurus gramineus – yerbera chica;
  - Megalurus punctatus – yerbera maorí;
  - Megalurus rufescens – yerbera de las Chatham (extinta);
  - Megalurus carteri – yerbera del spinifex;
  - Megalurus timoriensis – yerbera leonada;
  - Megalurus macrurus – yerbera papúa;
  - Megalurus albolimbatus – yerbera del Fly;
- Género Malia
  - Malia grata – timalí malia;
- Género Amphilais
  - Amphilais seebohmi – yerbera malgache;
- Género Megalurulus – yerberas de Oceanía:
  - Megalurulus mariei – yerbera de Nueva Caledonia;
  - Megalurulus grosvenori – yerbera de Gillard;
  - Megalurulus whitneyi – yerbera de Melanesia;
  - Megalurulus llaneae – yerbera de Bougainville;
  - Megalurulus rubiginosus – yerbera herrumbrosa;
  - Megalurulus rufus – yerbera de Fiyi;
- Género Buettikoferella
  - Buettikoferella bivittata – yerbera de Timor;
- Género Chaetornis;
  - Chaetornis striata – yerbera estriada.